# Блинов, Александр Иванович (конник)
Алекса́ндр Ива́нович Блино́в (19 августа 1954, Фрунзе, КирССР, СССР — 9 февраля 2021, Андреевское, Можайский городской округ, Московская область, Россия) — советский спортсмен-конник, олимпийский чемпион 1980 года в командном троеборье и вице-чемпион в личном троеборье. Заслуженный мастер спорта СССР (1980).
Выступал за ДСО «Колхозчи» Фрунзе.
Работал в конно-спортивном клубе «Высота» в Подмосковье. Пропал без вести 9 февраля 2021 года в деревне Андреевское Можайского городского округа. Найден мёртвым там же 2 марта, в нескольких метрах от дома, в котором жил. Причиной смерти послужило переохлаждение. Похоронен на Хованском кладбище (Центральная терр., уч. 38и).

## Достижения
- Чемпион Олимпийских игр 1980 в командном первенстве в троеборье
- Серебряный призёр Олимпийских игр 1980 в личных соревнованиях по троеборью